# Syrphophagus orientalis
Syrphophagus orientalis är en stekelart som först beskrevs av Svetlana N. Myartseva 1981.  Syrphophagus orientalis ingår i släktet Syrphophagus och familjen sköldlussteklar. Inga underarter finns listade i Catalogue of Life.